# 綠斑雀鯛
綠斑雀鯛（學名：Pomacentrus caeruleopunctatus），是輻鰭魚綱鱸形目雀鯛科雀鯛屬的其中一種，分布於西印度洋馬達加斯加、肯亞及坦尚尼亞海域，深度7至10公尺，體呈卵圓形且側扁，吻圓鈍，體被櫛鱗，體色為藍色，鱗框具黑邊形成網狀紋，腹鰭、尾柄及尾鰭黃色，棲息在沿岸珊瑚礁，以浮游生物為食，繁殖期時成對出現，雄魚會守護卵直到孵化，生活習性不明。